# American Gold Eagle
American Gold Eagle (Amerykański złoty orzeł) – oficjalna złota moneta bulionowa Stanów Zjednoczonych, która jest bita przez Mennicę Stanów Zjednoczonych od 1986 roku. Prawo do bicia tej monety zostało uregulowane przez ustawę Gold Bullion Coin Act of 1985.

## Szczegóły
Oferowana w nominałach: 5, 10, 25 i 50 dolarów,  i masach -  odpowiednio - 1/10 uncji, 1/4 uncji, 1/2 uncji, oraz 1 uncja. Te monety są gwarantowane przez amerykański rząd – gwarantowane jest także zachowanie odpowiedniej wagi kruszcu określanej w uncjach trojańskich. Zgodnie z prawem, złoto musi pochodzić ze źródeł leżących na terenie Ameryki, z dodatkowym stopem srebra i miedzi przy produkcji bardziej odpornej na zużywanie monety .9167 (22 karaty, który to standard stopowy był używany przez długi czas przy biciu złotych angielskich monet królewskich, a przed 1834 rokiem także amerykańskich złotych monet.) Projekt, zawartość oraz waga zostały zatwierdzone przez Kongres Stanów Zjednoczonych, zaś za bicie tej monety odpowiedzialna jest Amerykańska Mennica Stanowa.
Awers monety autorstwa Augustusa Saint-Gaudensa przedstawia wyobrażenie kobiety z rozwianymi włosami reprezentującej Wolność, która trzyma pochodnię w prawej dłoni, a w lewej gałązkę oliwną. W tle po lewej stronie znajduje się budynek Kapitolu.
Do 2021 r. rewers monety autorstwa rzeźbiarki Miley Busiek, przedstawiał samca orła trzymającego gałązkę oliwną, unoszącego się nad gniazdem, w którym jest samica oraz młode.
Od 2021 r. zastąpiony wizerunkiem profilu głowy bielika amerykańskiego, autorstwa Jennie Norris.

## Wartość
Rynkowa wartość monet jest pochodną wartości rynkowej kruszcu, z jakiego została wykonana, nie zaś jej wartości nominalnej. W lipcu 2010 roku monety 5, 10, 25 i 50 USD były warte odpowiednio około 145, 325, 650 oraz 1250 USD. Wartości nominalne są proporcjonalne do wagi, z wyjątkiem monety 1/4 oz, która wówczas miała wartość ok. $12,50. Aktualne ceny sprzedaży zmieniają się codziennie, w zależności od ceny złota. Amerykańska Mennica Stanowa produkuje także wersję z dowodem oryginalności dla kolekcjonerów monet. Te monety są produkowane w Mennicy West Point w Nowym Jorku i posiadają dodatkowe oznaczenie literowe ("W") nad datą.

## Specyfikacja
Każdy z czterech rozmiarów zawiera 91,67% złota (22 karaty), 3% srebra oraz 5,33% miedzi.
| Nominał | Średnica | Grubość | Masa                      |
| ------- | -------- | ------- | ------------------------- |
| 5 USD   | 16,50 mm | 1,19 mm | 0,1091 oz (3,393 g)       |
| 10 USD  | 22 mm    | 1,83 mm | 0,2727 troy oz (8,483 g)  |
| 25 USD  | 27 mm    | 2,24 mm | 0,5454 oz (16,965 g)      |
| 50 USD  | 32,70 mm | 2,87 mm | 1,0909 troy oz (33,930 g) |

Złote orły bite w latach 1986-1991 są oznaczane rzymskimi cyframi. W 1992 roku mennica zaczęła używać cyfr arabskich przy datowaniu tych monet.
Monety o masie 1/10, 1/4 oraz 1/2 uncji mają ten sam wygląd, co monety 1-uncjowe z wyjątkiem oznaczeń na rewersie, które określają wagę oraz nominał monety (na przykład, 1 oz. fine gold—50 dollars).
Wydawane są w nominałach 5, 10, 25 oraz 50 USD. Są to legalne wartości określające wartość obiegową jako samodzielny środek płatniczy. Są one prawnym środkiem płatniczym przy spłacie długów publicznych oraz prywatnych. Jednak ich wartości nominalne nie odzwierciedlają rzeczywistej wartości, która jest wielokrotnie większa i zależy od aktualnej ceny metalu szlachetnego użytego do ich bicia.